# Albertshofen
Albertshofen è un comune tedesco di 2 293 abitanti, situato nel land della Baviera.